# Mesnil-Mauger
Mesnil-Mauger is een gemeente in het Franse departement Seine-Maritime (regio Normandië) en telt 234 inwoners (2004). De plaats maakt deel uit van het arrondissement Dieppe.

## Geografie
De oppervlakte van Mesnil-Mauger bedraagt 8,3 km², de bevolkingsdichtheid is 28,2 inwoners per km².
De onderstaande kaart toont de ligging van Mesnil-Mauger met de belangrijkste infrastructuur en aangrenzende gemeenten.

## Demografie
Onderstaande figuur toont het verloop van het inwonertal (bron: INSEE-tellingen).